# Breath (Laputaの曲)
「Breath」（ブレス）は、日本のロックバンド、Laputaの6枚目のシングル。1999年1月1日発売。発売元は東芝EMI。

## 概要
- TBS系『ランク王国』オープニングテーマ[3]。
- 順位は前作よりも下がったものの、売り上げは3.2万枚を記録。彼らのシングルでは3万枚を超えた最後のシングルである[2]。

## 収録曲
1. Breath
  - 作詞：aki、作曲:Kouichi
2. Beautiful Place
  - 作詞：aki、作曲:Junji
3. Breath-Instrumental-

## 収録アルバム
- 『翔〜カケラ〜裸』（#1）
- 『Laputa coupling collection +xxxk』（#2）
- 『Laputa 3DISK BEST 〜1995-1999 except Coupling Collection』（#1）